# František Kubíček (poslanec, 1990–1992)
František Kubíček byl slovenský a československý politik, po sametové revoluci poslanec Sněmovny národů Federálního shromáždění za Komunistickou stranu Slovenska, později za Stranu demokratické levice.

## Biografie
Ve volbách roku 1990 byl zvolen do slovenské části Sněmovny národů (volební obvod Středoslovenský kraj) za KSS, která v té době byla ještě slovenskou územní organizací celostátní Komunistické strany Československa (KSČS). Postupně se ale osamostatňovala a na rozdíl od sesterské strany v českých zemích se transformovala do postkomunistické Strany demokratické levice. Kubíček proto přešel do klubu SDĽ. Ve Federálním shromáždění setrval do voleb roku 1992.